# Владімір Ріївес
Владімір Ріівес (Володимир Густавович Рійвес; ест. Vladimir Riives, 28 жовтня 1916 — 23 травня 1978) — естонський астроном.

## Біографія
Народився в Тарту, в 1940 закінчив Тартуський університет. У 1938—1950 працював в Тартуській обсерваторії (у 1948—1950 — директор). У 1940—1947 — асистент Тартуського університету. У 1950—1959 працював в Інституті фізики і астрономії АН ЕССР (у 1956—1959 — завідувач сектором астрономії). З 1959 викладав в Тартуському університеті (в 1959—1964 завідував кафедрою астрономії, з 1970 — професор).
Основні праці в області досліджень комет. Створив оригінальну методику фокальної і позафокальної фотометрії комет, запропонував модель голови комети. Займався вивченням темних туманностей, міжзоряного поглинання світла і малих планет. Брав активну участь у виборі місця і будівництві обсерваторії в Тиравері. Проводив велику науково-популяризаторську роботу. Був засновником Естонського відділення Всесоюзного астрономо-геодезичного товариства (1951).